# Microsoft Word
Microsoft Word je program za obradu teksta, proizvod kompanije Microsoft, sastavni je dio programskog paketa Microsoft Office. Prva inačica programa je objavljena 25. listopada 1983. pod nazivom Multi-Tool Word za operacijski sustav Xenix. Suvremene inačice Worda podržavaju operacijske sustave Windows, macOS, Android i iOS.
Komercijalne inačice programa licencirane su kao zasebni proizvod ili kao sastavnica Microsoft 365 softverskog paketa uz programe poput Excela, Powerpointa, Outlooka, Skypea i drugih.

## Namjena
Microsoft Word služi za pisanje i oblikovanje tekstualnih dokumenata, omogućujući primjenu različitih stilova oblikovanja. Također omogućuje dodavanje različitih objekata: tablica, slika, grafikona i sl. Jednostavan je za korištenje, a početnici lako mogu svladati njegove osnovne funkcije, no njegovu punu funkcionalnost mogu iskoristiti samo dobri poznavatelji. Često se koristi u sklopu uredskih poslova, ali i u mnogim situacijama svakodnevice u kućanstvima.

## Inačice
- Word za Windows 1.0 (1989.)
- Word za Windows 1.1 (1990.)
- Word za Windows 1.1a (1990.)
- Word za Windows 2.0 (1991.)
- Word za Windows 6.0 (1993.)
- Word za Windows 95 (1995.)
- Word 97 (1997.)
- Word 98 (1998.)
- Word 2000 (1999.)
- Word 2002 (2001.)
- Office Word 2003 (2003.)
- Office Word 2007 (2006.)
- Word 2010 (2010.)
- Word 2013 (2013.)
- Word 2016 (2016.)
- Word 2019 (2019.)
- Word 2021 (2021.)

## Datotečni formati
Osnovni format koji Microsoft Word rabi za spremanje svojih dokumenata je Wordov dokument (DOCX, prethodno samo DOC), a datotekama dodaje ekstenziju .docx
Microsoft Word dokumente može pohraniti i u HTML formatu, kao predložak Word teksta (DOT), u Rich Text formatu (RTF), kao obični tekst (TXT), prenosivi dokument (PDF) Iili OpenDocument tekst (ODT).